# Codex Cumanicus

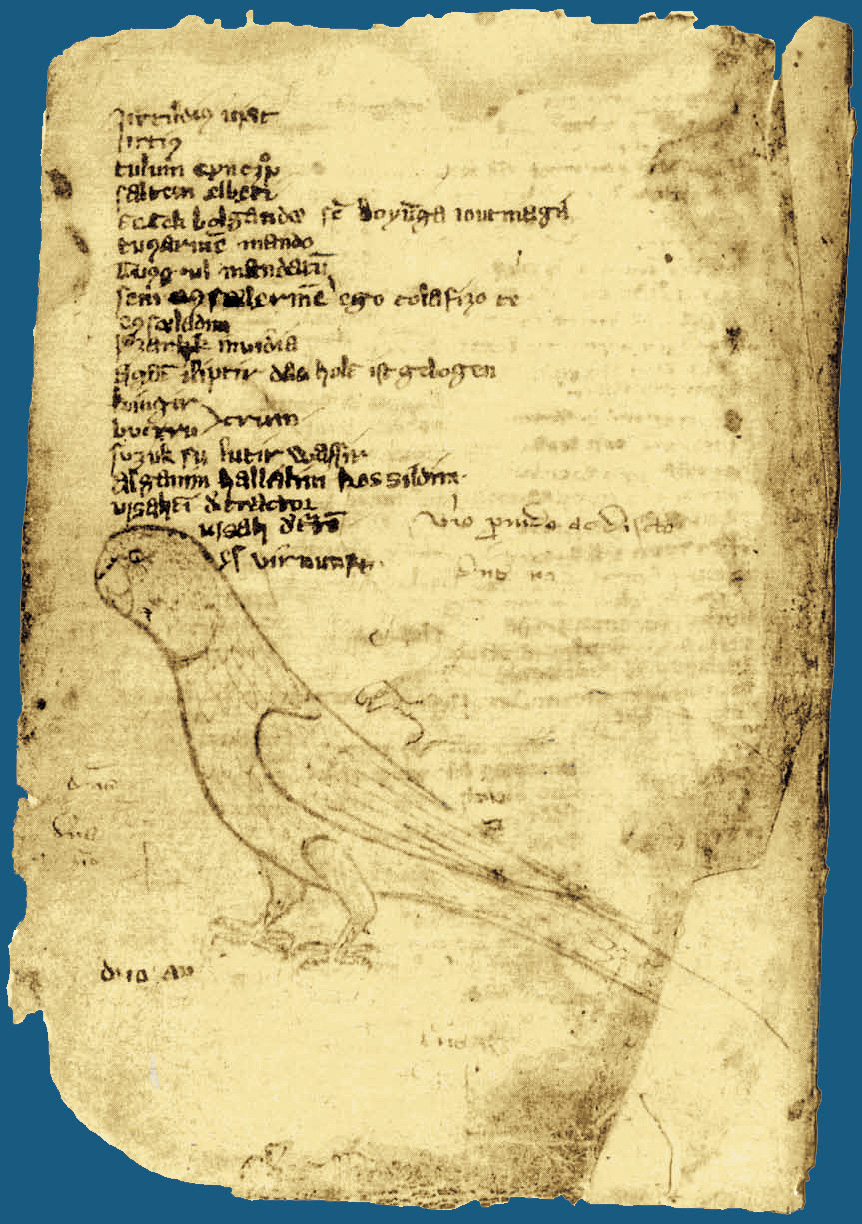
Una página con un loro del Codex Cumanicus.

El Codex Cumanicus es un manuscrito anónimo, escrito en caracteres latinos alrededor de 1303 en Crimea, posiblemente en Caffa. Contiene palabras relacionadas en latín-persa-cumano, además de alemán, acertijos primitivos en cumano y una recopilación de textos religiosos.
Está considerado como uno de bienes más antiguos y preciados del idioma tártaro de Crimea, de gran importancia para la historia de los dialectos kipchak y oguz, ya que está directamente relacionado con los kipchaks (Polovtsy, Kumans) de las estepas del mar Negro y particularmente de la península de Crimea. Actualmente se conserva en la Biblioteca Marciana, Venecia (BNM ms Lat. Z. 549 (= 1597)).

## Orígenes y contenido
El Codex Cumanicus se ha ido desarrollando a lo largo del tiempo. El mercantilismo indujo a los líderes políticos y religiosos, especialmente en Hungría, a instaurar comunicaciones más efectivas con los cumanos ya desde el siglo XI. Cuando las repúblicas marítimas italianas, como Génova y Venecia, fundaron establecimientos comerciales y colonias a lo largo de la costa del mar Negro, la necesidad de comprender el idioma kipchak se hizo más perentorio.
El códice consta de obras independientes reunidas posteriormente en un solo volumen. Se cree que sus primeras partes fueron escritas en el siglo XII o XIII y se añadirían otras más adelante. La copia que se encuentra en Venecia está fechada en 1330.
Históricamente, se tiende a dividir el Codex Cumanicus en dos partes difrerenciadas e independientes:
- La primera sección es llamada 'parte italiana' o 'libro del intérprete'. Viene a ser un manual práctico del idioma de los kipchaks y contiene un glosario de palabras en lengua vulgar con su traducción al persa y al kipchak, con un vocabulario de más de 2500 palabras. También existe una columna con verbos, nombres y pronombres cumanos con su significado en latín. Parece más bien como si hubiese sido escrita con fines prácticos, con el objetivo de aprender idiomas. Probablemente estuviese destinado a comerciantes y misioneros católicos venecianos y genoveses que llegaban a Persia y Asia Central, en la zona de la antigua Cumania. El hecho de que las partes en lengua persa se obtuvieran a través del kipchak, o que el persa fuese la lengua franca para los mercaderes de esa parte del Mediterráneo, sigue siendo un tema de debate entre los estudiosos.

- La segunda sección se llama 'germánica' o 'libro del misionero. Es una recolección de varios textos religiosos, la mayoría, parte de la liturgia eclesiástica como el Padrenuestro o el Credo, en prosa y en verso, con traducción al latín y al alto alemán medio. Se cree que esta parte del códice fue escrita por franciscanos alemanes para facilitar la difusión del cristianismo entre los cumanos. También existen diferentes citas de libros religiosos con su traducción al cumano y poemas pertenecientes a Petrarca.[3] En la misma sección hay palabras, frases, oraciones y alrededor de 50 adivinanzas en kipchak, historias sobre la vida y obra de líderes religiosos.[3]

## Adivinanzas cumanas
Estas adivinanzas son una fuente temprana muy importante para el estudio del folclore turco. De hecho, representan el material documentado más antiguo que existe sobre adivinanzas turcas. Algunos de ellos tienen equivalentes modernos claros, prácticamente idénticos.
Como ejemplo, entre las adivinanzas del códice se encuentran, en cumano y su traducción al español:
- Aq küymengin avuzı yoq. Ol yumurtqa.

'La yurta blanca no tiene boca (apertura). Es el huevo'.
- Kökçä ulahım kögende semirir. Ol huvun.

'Mi niño azulado en la cuerda de amarre engorda, El melón'.
- Oturğanım oba yer basqanım baqır canaq. Ol zengi.

'Donde me siento es un lugar montañoso. Donde pisé es un cuenco de cobre. El estribo'.